# 魯塞洛姆河
魯塞洛姆河是保加利亞的河流，位於該國東北部，屬於多瑙河的右支流，河道全長197公里，流域面積2,874平方公里，發源自拉茲格勒，最終在魯塞注入多瑙河。